# Świniarki (Kryg)
Świniarki – część wsi Kryg w Polsce, położona w województwie małopolskim, w powiecie gorlickim, w gminie Lipinki.
W latach 1975–1998 Świniarki administracyjnie należały do województwa krośnieńskiego.